# Marie Bashkirtseff

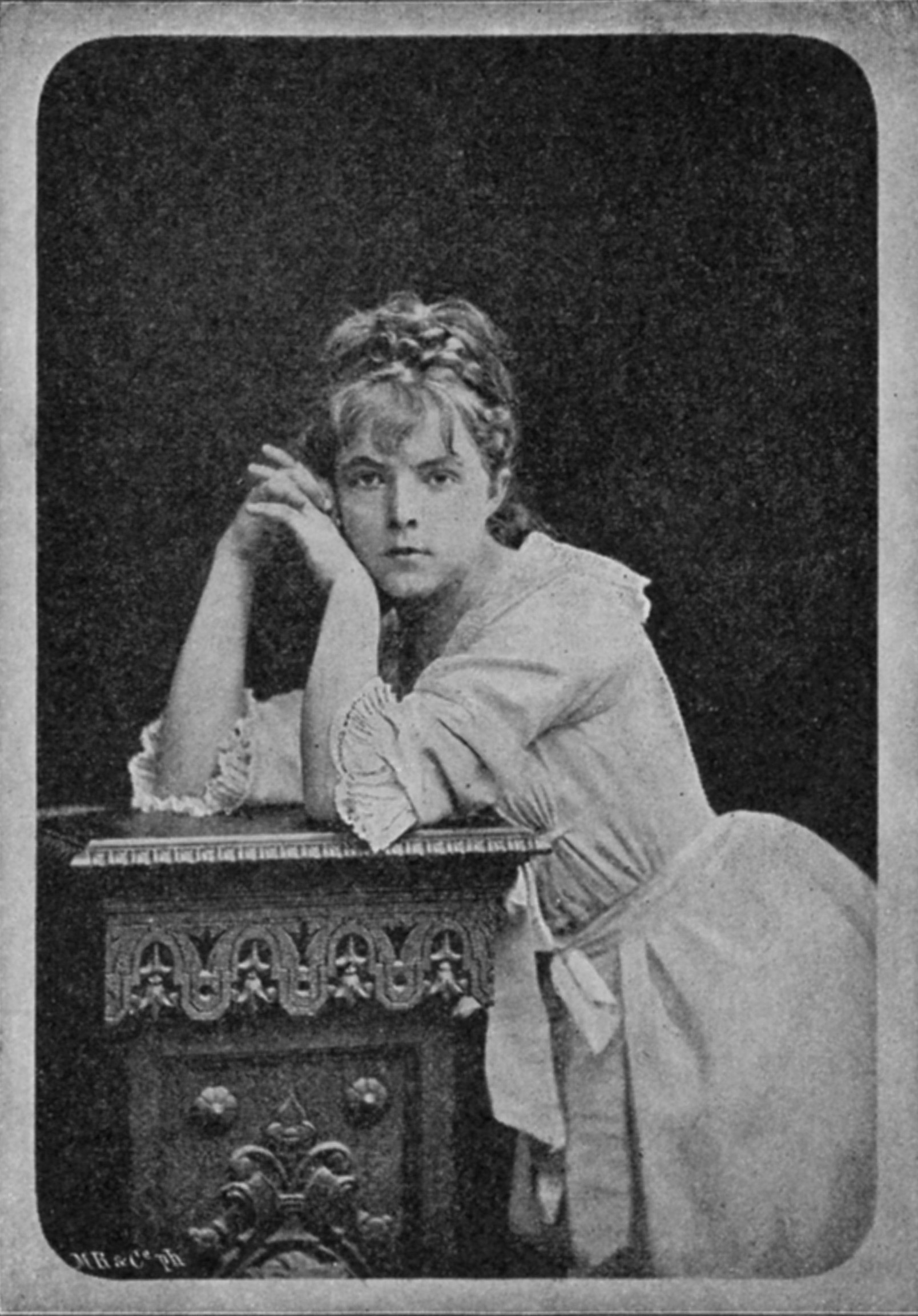
Marie Bashkirtseff, Foto von Lucien Waléry, Paris

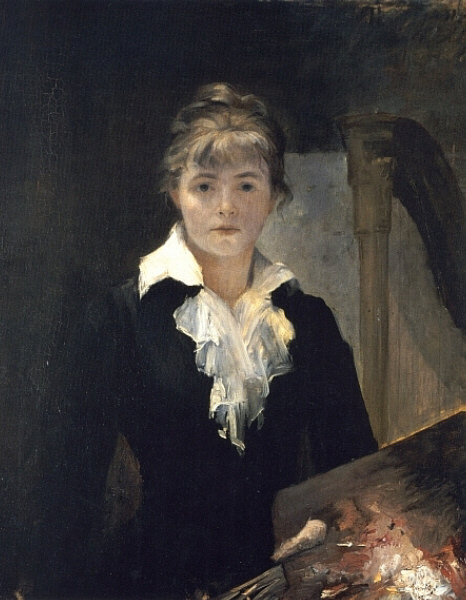
Selbstporträt mit Palette, 1880

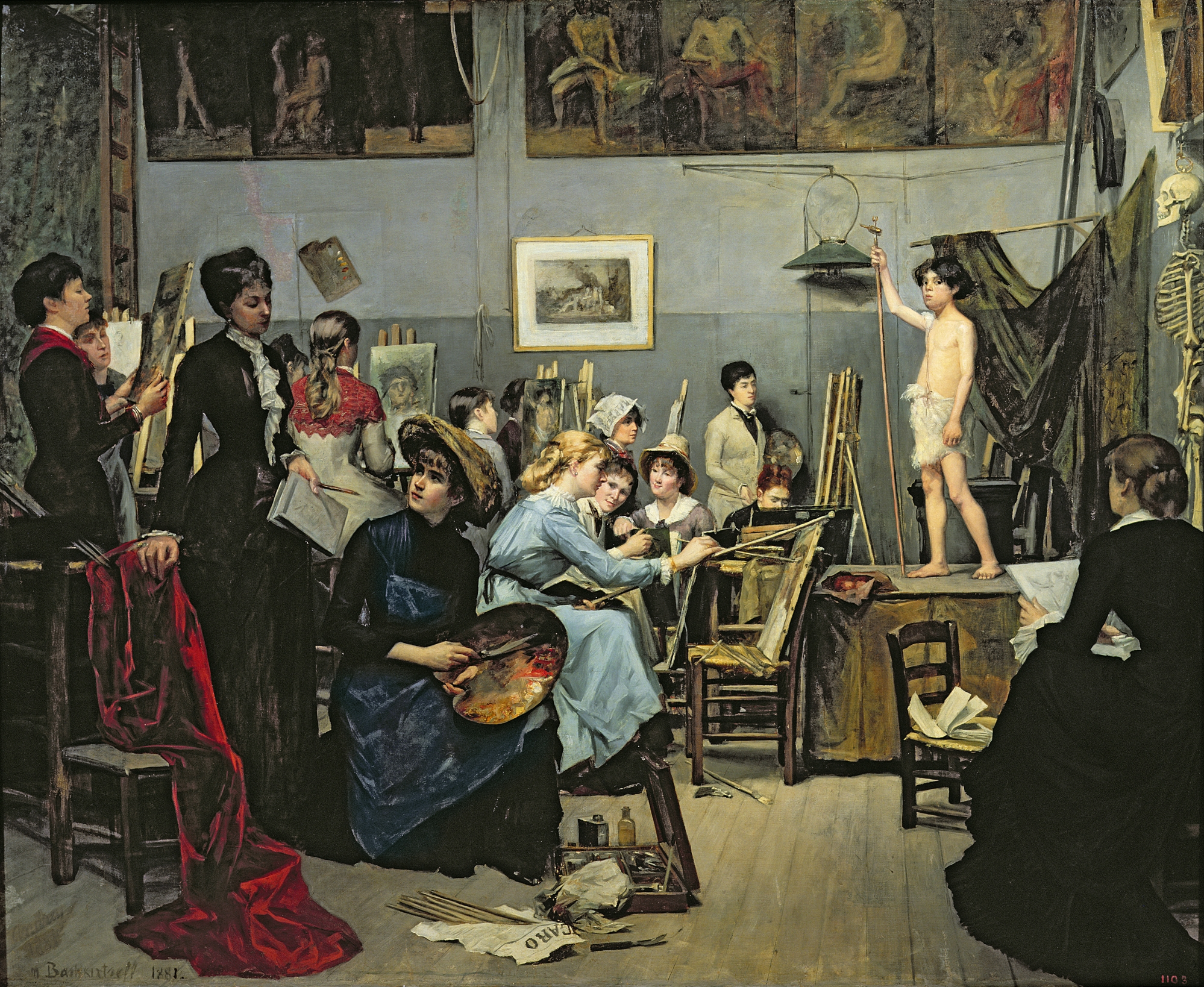
Im Atelier, 1881

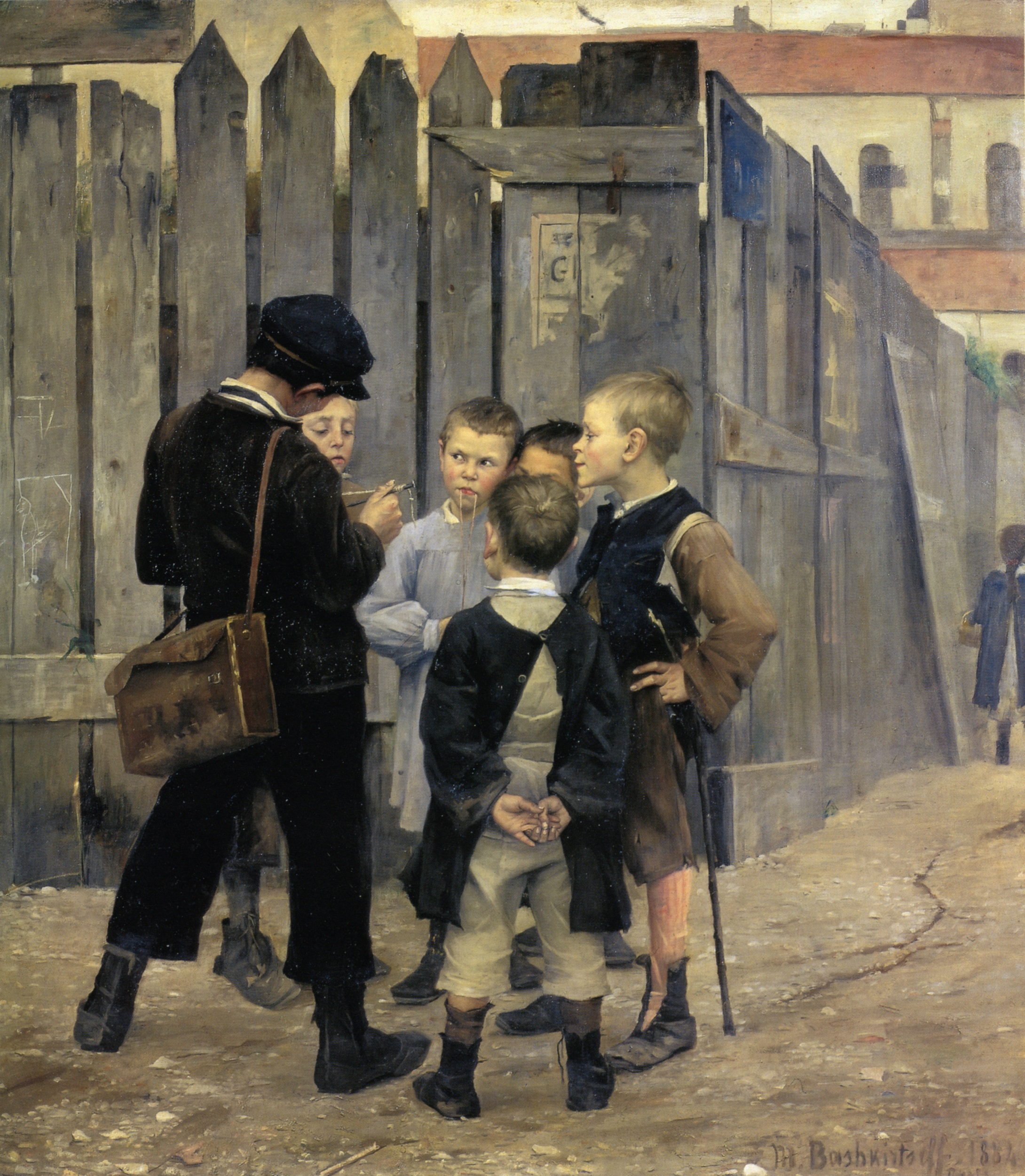
Das Treffen, 1884

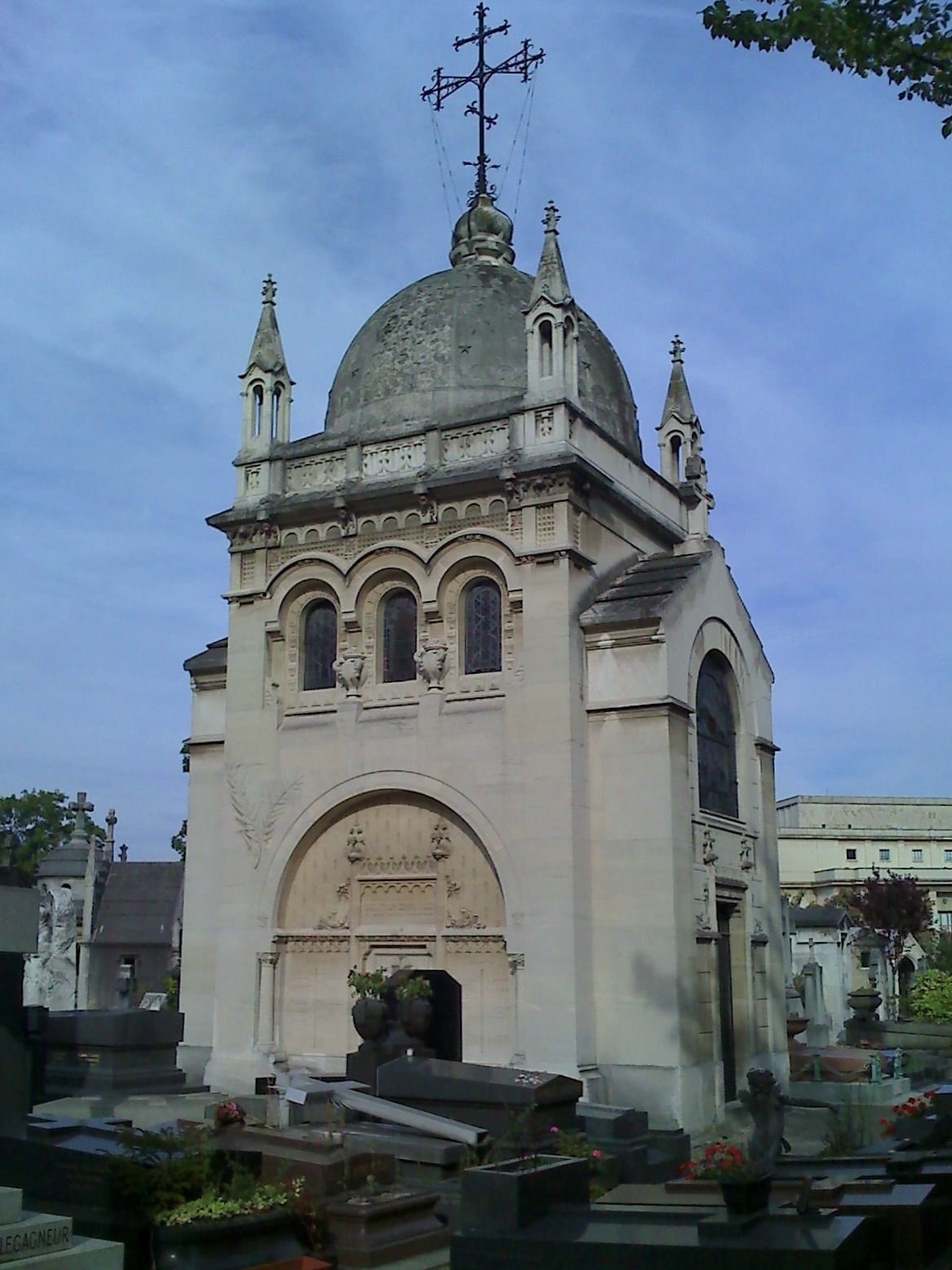
Mausoleum Bashkirtseff auf dem Cimetière de Passy in Paris

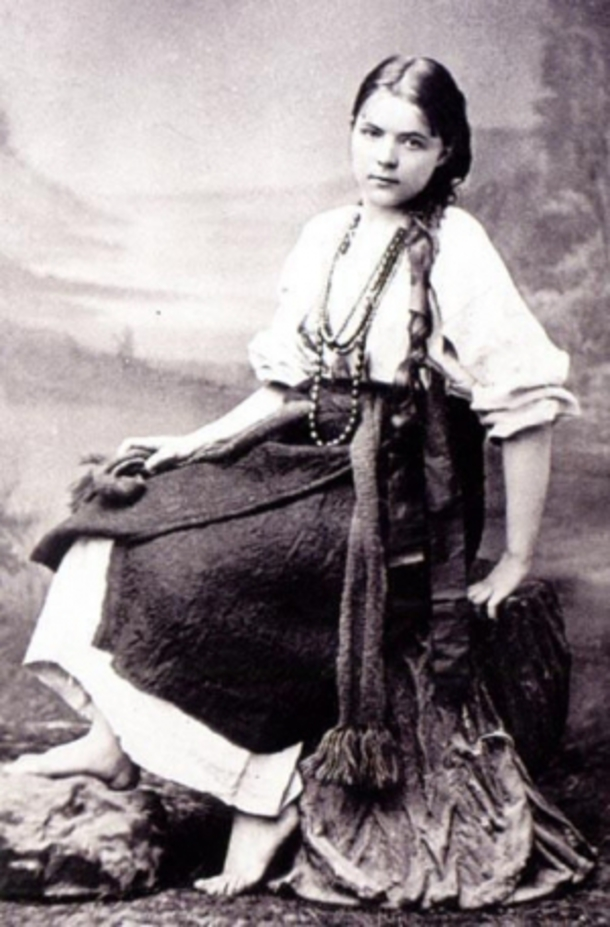
Marie Bashkirtseff in ukrainischer Tracht

Marie Bashkirtseff (russisch Мария Константиновна Башкирцева Maria Konstantinowna Baschkirzewa; * 24. November 1858 oder 1860 auf dem Gut Gawronzy bei Dykanka, Gouvernement Poltawa, Russisches Kaiserreich, heute Oblast Poltawa, Ukraine; † 31. Oktober 1884 in Paris) war eine russische Malerin, deren Gemälde in Frankreich entstanden sind. Ihr Werk ist dem Naturalismus zuzuordnen. Die postume Edition ihres Tagebuchs 1887 avancierte zu einem Kultbuch ihrer Frauengeneration. Ihr Leben wurde mehrmals verfilmt, unter anderem in Italien mit der Schauspielerin Isa Miranda. 

## Leben
Marie Bashkirtseff wurde auf dem Familiengut Gawronzy (heute Hawrontsi) geboren. Sie entstammte zwei Familien des begüterten russischen Landadels, den Babanins und den Baschkirzews. Ihr Vater, Konstantin Bashkirtseff, war Marschall des Adels. Kurz nach der Geburt von zwei Kindern trennten sich die Eltern und Marie wuchs bei ihrer Mutter auf dem Gut der Großeltern auf. Nach rastlosen Ortswechseln von Wien, Baden-Baden, Genf, Spa, Oostende bis Paris während der Jahre 1870–1872 ließen sich Mutter, Großeltern und Tante in Nizza nieder. Zum gehobenen Lebensstil der Familie gehörte neben französischen und englischen Gouvernanten auch ein sogenannter „Negerknabe“. In früher Jugend begann Marie Bashkirtseff ein Tagebuch zu führen. Drei Reisen führten sie in Begleitung von Verwandten und Dienerinnen auch nach Russland, vier insgesamt nach Italien und eine nach Spanien. In ihrer Heimat besuchte sie die Dörfer Hawrontsi und Tschernjiakiwtsi, den Kotschubej-Palast in Dykanka sowie die Städte Kiew, Charkow und Sumy.
Eine Kehlkopferkrankung vereitelte ihren Plan, Sängerin und Schauspielerin zu werden. Auch scheiterten Heiratspläne mit einem römischen Adligen am Widerstand von dessen Familie. Marie Bashkirtseff bewog ihre Familie zu einem Umzug nach Paris, wo sie ab Oktober 1877 an der privaten Schule Académie Julian bei Tony Robert-Fleury Malerei studierte. Die Académie Julian bot damals als einzige Ausbildungsstätte auch Frauen die Möglichkeit zum Studium der Malerei an. Nach zwei Jahren Ausbildung schloss sie sich dem Maler Jules Bastien-Lepage als Schülerin und Freundin an und pflegte ihn zusammen mit dessen Mutter kurz vor seinem Tod. Einige ihrer Arbeiten wurden im Palais de l’Industrie in Paris gezeigt. Sie erhielt erste Aufmerksamkeit von Kunstzeitschriften. Ihre gute finanzielle Situation erlaubte es ihr, sich ein vollständiges Atelier mit zwei Zimmern und die Beschäftigung von Modellen leisten zu können.
Bashkirtseff starb an Tuberkulose, für deren erfolglose Behandlung sie schmerzvolle und entstellende Zugpflaster verwenden musste und durch die sie ihre Singstimme und dann ihr Gehör einbüßte. In ihren Aufzeichnungen hatte sie sich bitter über den frühen Erfolg ihrer Malerkollegin Louise-Cathérine Breslau geäußert. Ihr letzter Tagebucheintrag stammt vom 20. Oktober 1884. Bashkirtseff wurde unter großer öffentlichen Anteilnahme auf dem Friedhof Passy in Paris (Division 1) in einem großen neobyzantinischen Mausoleum, dem höchsten und auffälligsten Bauwerk des Friedhofs, beigesetzt.
Ihr Tagebuch, das sie bis wenige Tage vor ihrem frühen Tod geführt hatte, wurde in einer von der Mutter gekürzten und zensierten Fassung 1887 auf Französisch publiziert. Bis 1891 waren 8000 Exemplare verkauft. 1889 lag die englische und 1897 die deutsche Übersetzung vor. Laura Marholm bezeichnete das Tagebuch in ihrem Buch der Frauen (1894) als „Geheimbibel“ der jungen Frauen ihrer Zeit. Fanny Reventlow schrieb 1901 in ihr Tagebuch: „Ich lese Marie Bashkirtseff, das möchte die einzige Frau gewesen sein, mit der ich mich ganz verstanden hätte, vor allem auch in der Angst, etwas vom Leben zu verlieren und vor dem unerhörten Prügelbekommen vom Schicksal.“ Theodor Adorno erklärte sie zur „Schutzheiligen des Fin de siècle“.

## Ehrungen
- 2012 wurde der Asteroid (30937) Bashkirtseff nach ihr benannt.[6]
- In Dykanka wurde ein Denkmal für Marie Bashkirtseff (von M. Ishchenko) errichtet. Die Kunstgalerie von Dykanka trägt den Namen der Künstlerin, und 1984 wurde ein Zimmer zur Ehre von Bashkirtseff eröffnet.[7]
- In Sumy gibt es eine Maria-Bashkirtsewa-Gasse[8]

## Werksauswahl

### Gemälde
- Zwei Pariser Gassenbuben, Jean und Jacques (1883)
- Dreierlei Lachen
- Portrait eines weiblichen Modells

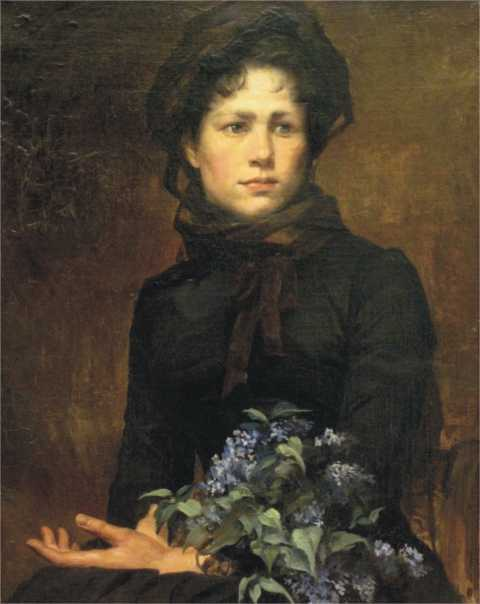
Junge Frau mit Flieder, um 1880
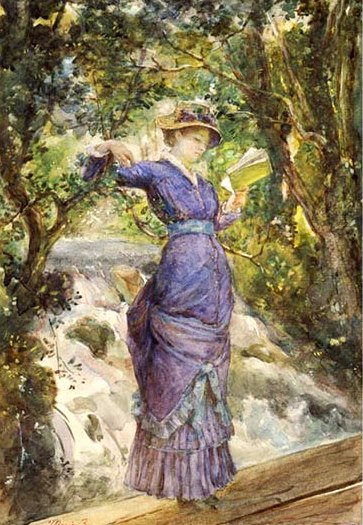
Lesendes Mädchen am Wasserfall, 1882
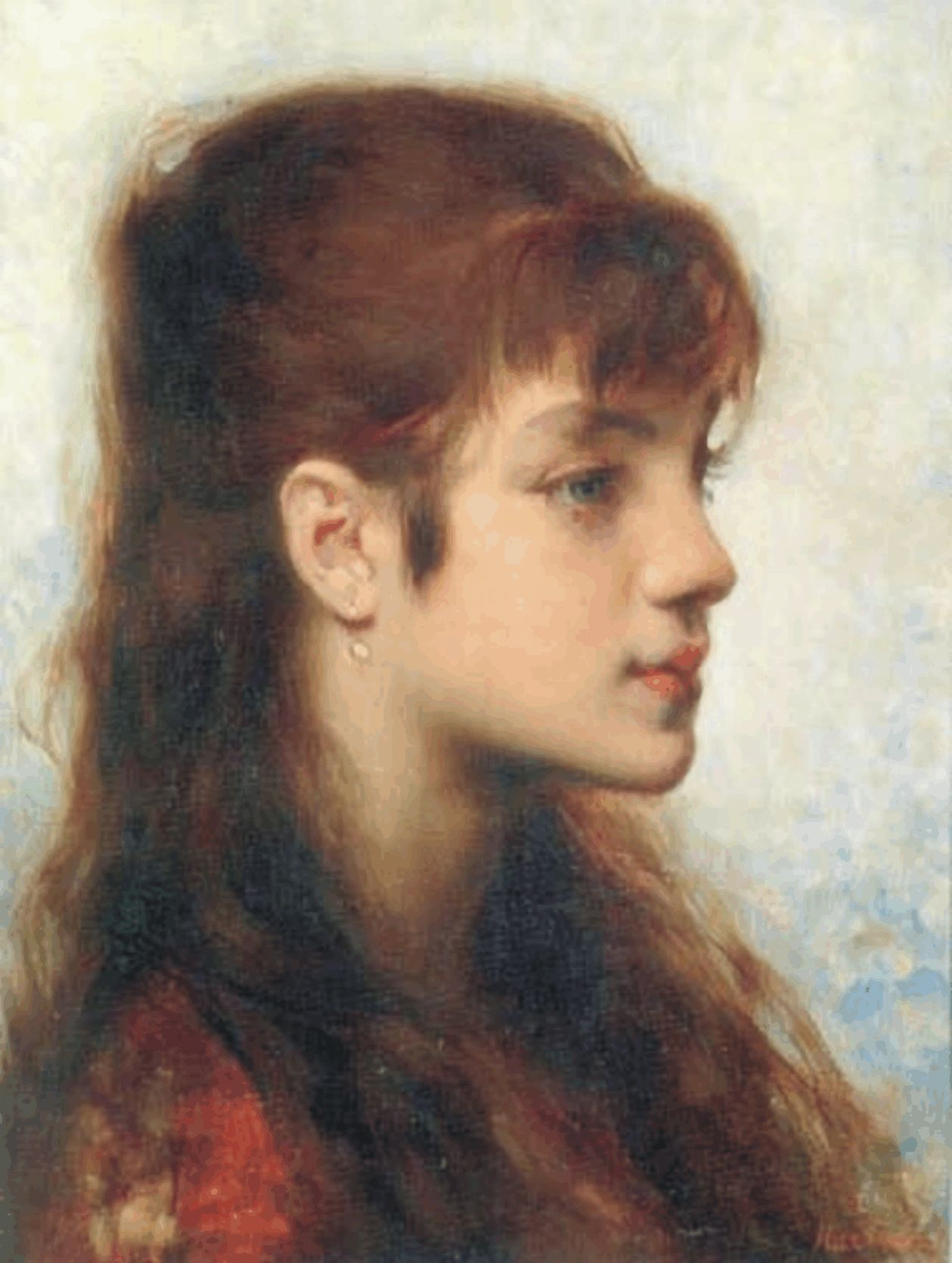
Junge Russin, um 1882
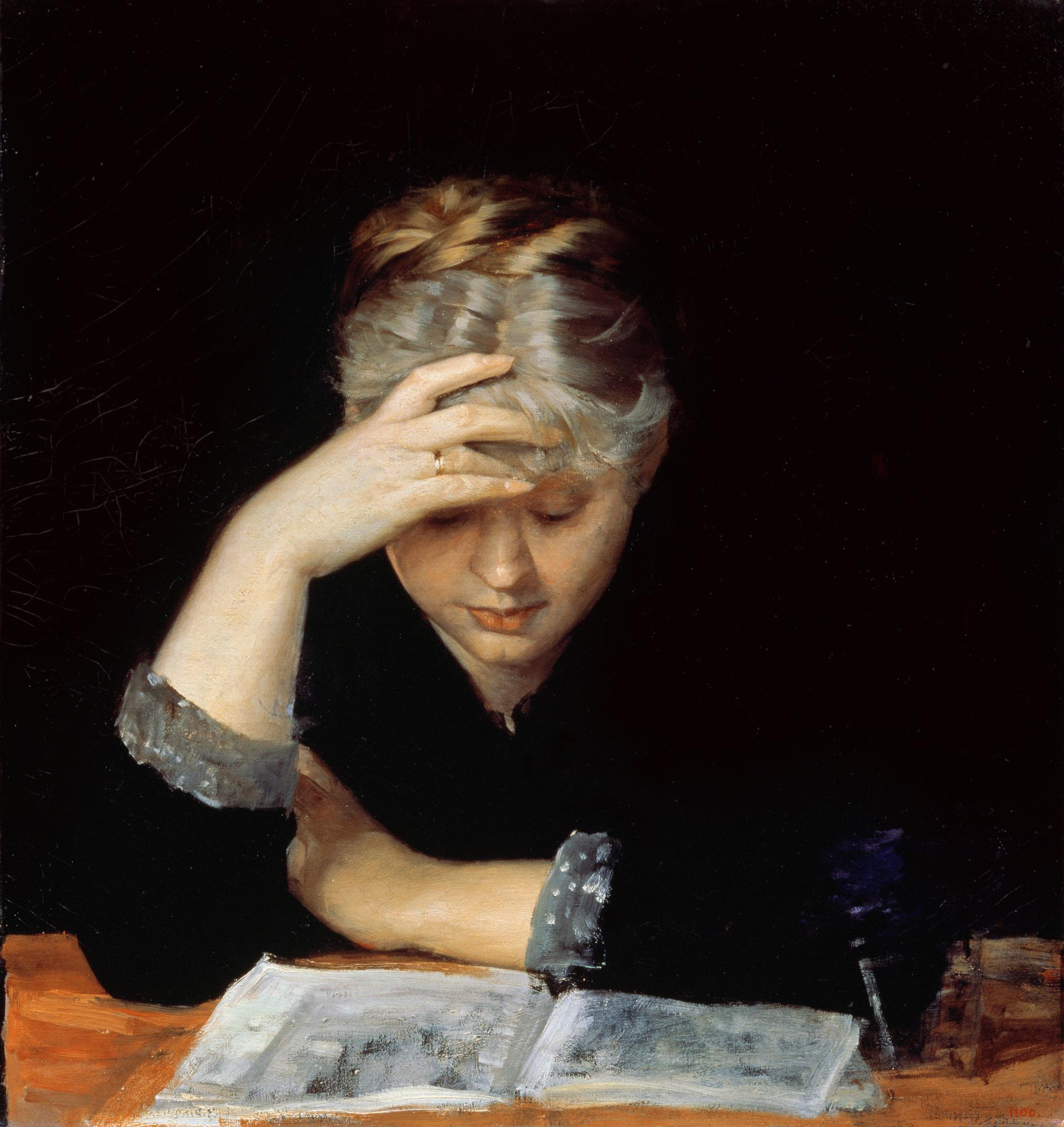
Lesende, um 1882
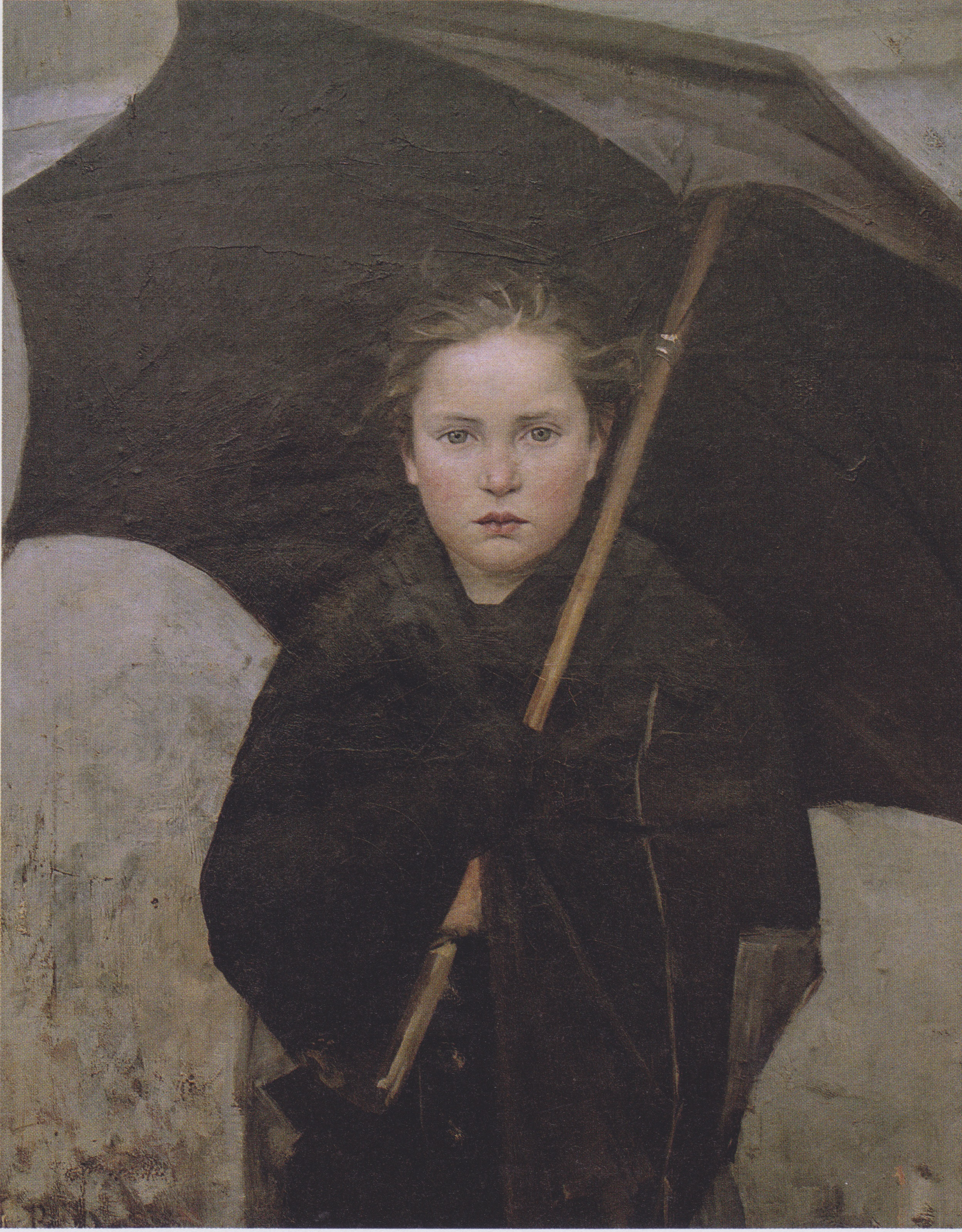
Der Regenschirm, 1883
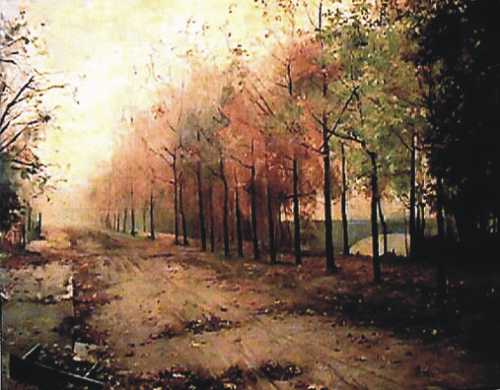
Herbst, 1883

### Tagebücher und Briefe (Auswahl)

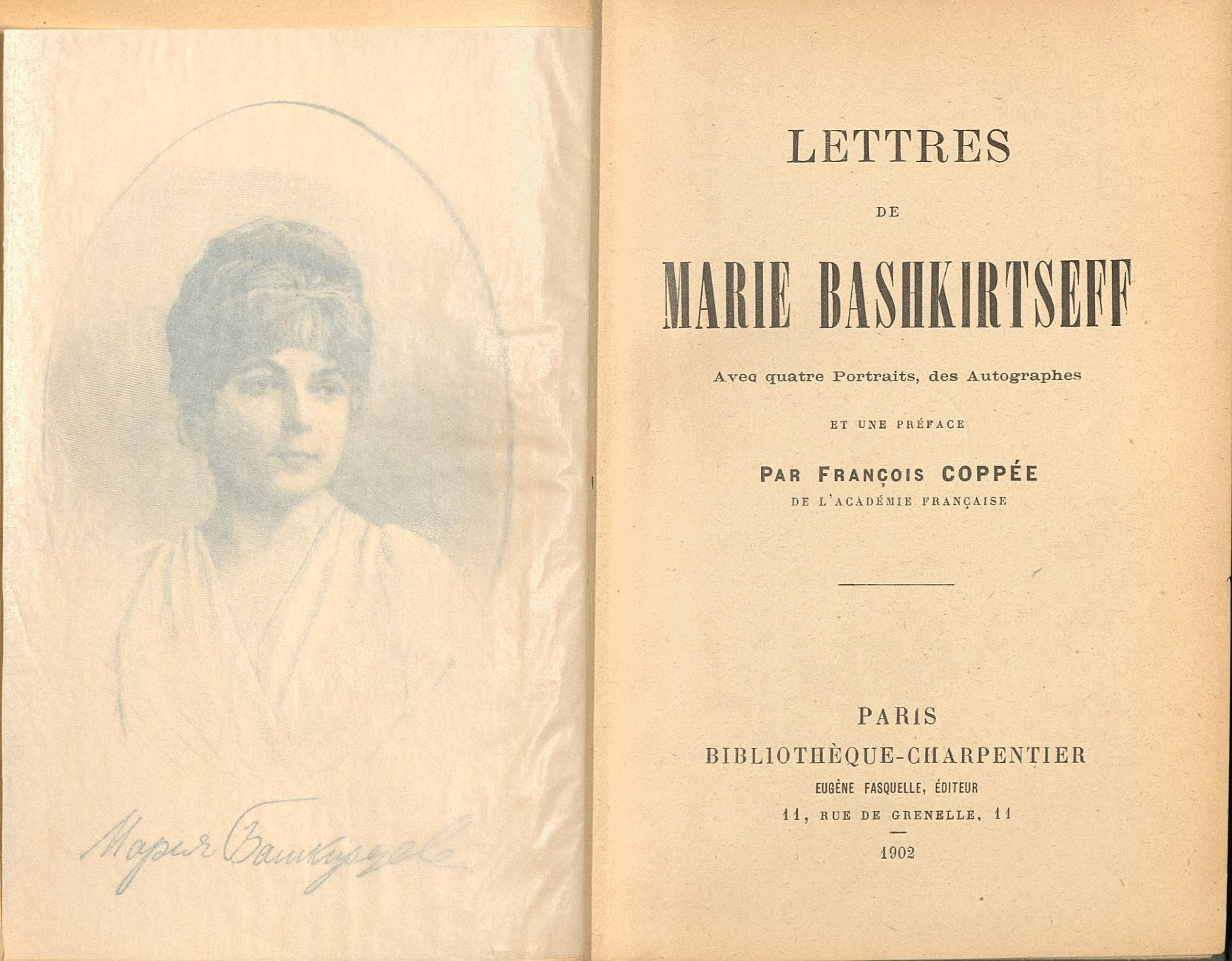
Ausgewählte Briefe (1902)

- Journal de Marie Bashkirtseff. Hg. von André Theuriet. 2 Bde., Paris 1887.
  - dt. Übersetzung von Lothar Schmidt. 2 Bde. Verlag von L. Frankenstein, Breslau/Leipzig/Wien 1897.
- Nouveau journal inédit de Marie Bashkirtseff (1876–1884). Suivi des lettres de Guy de Maupassant. Mit einem Vorwort von Renée d’Ulmès. Editions de la Revue (Ancienne Revue des Revues), Paris 1901.
  - Tagebuchblätter und Briefwechsel mit Guy de Maupassant. Aus dem Frz. übertr. und eingel. von Julia Virginia. Seemann, Berlin/Leipzig 1906.
  - Tagebuch der Maria Bashkirtseff. Neu hg. und mit einem Nachw. vers. von Gottfried M. Daiber. Ullstein Verlag, Frankfurt am Main/Berlin/Wien 1983, ISBN 3-548-30151-7 (gekürzte Ausgabe der ersten deutschen Übersetzung von Lothar Schmidt von 1897)
- Mon Journal. Texte intégral. Hg. von Ginette Apostolescu. 12 Bde., 1995–2003.

## Filme
- Il diario di una donna amata. 1935. Regie: Hermann Kosterlitz (mit Isa Miranda als Marie Bashkirtseff)
- Tagebuch der Geliebten. 1935. Regie: Hermann Kosterlitz (mit Lili Darvas als Marie Bashkirtseff)